# União Estadual dos Estudantes de São Paulo
A União Estadual dos Estudantes de São Paulo (UEE-SP), fundada em 1949,  é a entidade de representação estudantil dos estudantes universitários do Estado de São Paulo.

## Fundação
A primeira universidade do estado de São Paulo foi criada em 1827, a Faculdade de Direito do Largo São Francisco. Desde aquele século, os estudantes universitários paulistas já se mobilizavam em favor de causas locais ou nacionais. Foram os acadêmicos de direito, por exemplo, que se lançaram na luta pela abolição da escravatura e pela República no Brasil. O Centro acadêmico da Faculdade de Direito do Largo São Francisco (Centro Acadêmico XI de Agosto) é considerado o primeiro e um dos mais importantes do país.
Durante as revoluções da década de 1930, na era Getúlio Vargas, os estudantes paulistas tiveram forte participação no movimento constitucionalista. O surgimento de novas entidades de juventude por todo o Brasil levou à criação, em 1937, da União Nacional dos Estudantes. Já a União Estadual dos Estudantes de São Paulo foi criada em 1949, em meio à grande luta dos estudantes na defesa da soberania nacional, a campanha “O petróleo é nosso”, que levou à criação da Petrobras e teve, com um dos seus principais líderes, o fundador e primeiro presidente da UEE-SP, Rogê Ferreira.

## Ditadura militar

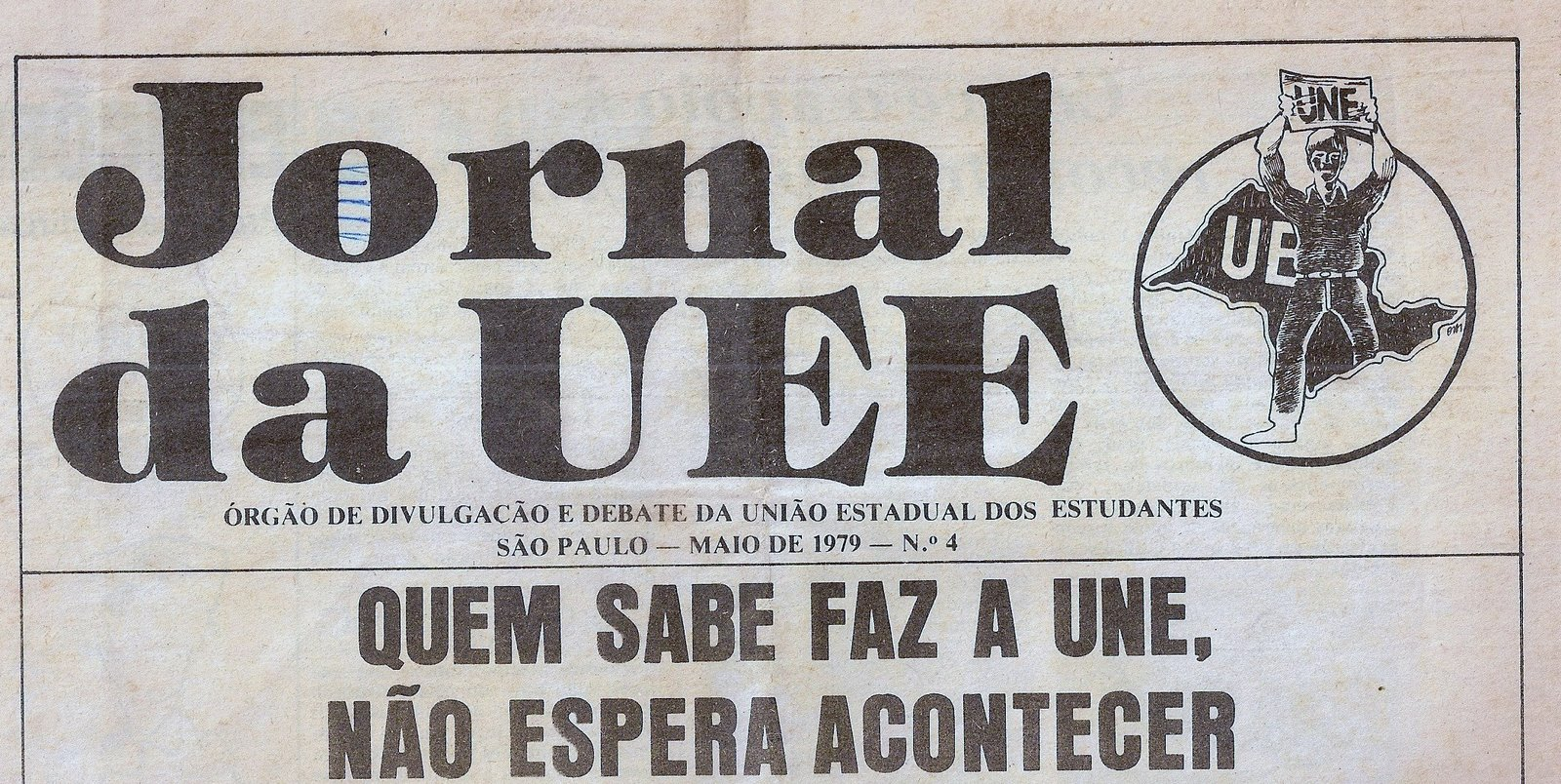
Publicação da UEE-SPem 1979

Nos anos 1950, os estudantes paulistas ganharam força, realizaram greves, protestos, reivindicaram melhorias no ensino e na qualidade de vida da população. Porém, nos anos 1960, o movimento estudantil enfrentaria seu maior desafio, com a chegada da ditadura militar ao Brasil, perseguição, tortura e morte de centenas de estudantes.
Em 1965, a UEE-SP foi posta na ilegalidade pela ditadura. Porém, a entidade não se intimidou, realizou manifestações contra o corte de verbas para a educação, contra o Acordo MEC-USAlD, firmado entre o governo brasileiro e o norte-americano para americanizar as universidades do país e promoveu a campanha “O Brasil não exportará seu futuro”, contra a exportação de recursos naturais a estrangeiros.
Para driblar a repressão, o movimento estudantil paulista inovou nas formas de manifestação, realizava comícios relâmpagos, de surpresa, e ocupações nas universidades. Ainda assim, a perseguição era cruel, resultando em mortes de estudantes paulistas como José Guimarães, baleado no episódio conhecido como conflito da rua Maria Antônia, e Alexandre Vannucchi Leme, que tornou-se um símbolo de resistência e luta pela democracia para os jovens de São Paulo.
A reconstrução do movimento estudantil paulista começou em 1976, com a fundação do DCE-Livre da USP — Alexandre Vannucchi Leme. Já a reconstrução da UEE-SP aconteceu em 1977. Durante a década de 1980, com o enfraquecimento do regime, os jovens de São Paulo voltaram às ruas. “Diretas Já!” foi a frase que unificou todo o Brasil no ano de 1984. Os estudantes paulistas tiveram participação ativa nessa campanha desde as primeiras manifestações, que levaram ao retorno da democracia no país.

## Caras pintadas
Em 1989, a primeira eleição presidencial desde 1964 levou milhões de brasileiros às urnas, com a vitória de Fernando Collor de Mello. No entanto, o caráter neoliberal e privatista do seu governo, aliado a denúncias de corrupção mobilizaram os estudantes de caras pintadas na campanha “Fora Collor”, em 1992, que levou ao impeachment. As manifestações de 11 de agosto, em São Paulo, reuniram mais de 30 mil estudantes na Avenida Paulista, próximo ao Masp, que se tornaria o ponto de referência do movimento estudantil. Poucos dias depois, em 25 de agosto, as manifestações em São Paulo já reuniam mais de 300 mil estudantes.
Durante os anos 1990, os estudantes paulistas lutaram contra as medidas do governo Fernando Henrique Cardoso, como a privatização das universidades e o Provão. Na campanha contra os abusos do ensino privado, a UEE-SP chegou a lançar um "Disque-Mensalidade" para receber denúncias contra as irregularidades cometidas pelas instituições contra os estudantes.
A eleição do presidente Lula, em 2002, reabriu os canais de diálogo entre estudantes e o governo federal, colocando novos desafios para o movimento estudantil e também para a UEE-SP. Na pauta estava a discussão sobre a Reforma Universitária, e os debates acerca das políticas de democratização do acesso à universidade, como o Prouni e a Reserva de Vagas.

## Atualidade
A organização esteve presente nos protestos estudantis no Brasil em 2019.